# 1674 Groeneveld
1674 Groeneveld eller 1938 DS är en asteroid i huvudbältet, som upptäcktes 7 februari 1938 av den tyske astronomen Karl Wilhelm Reinmuth i Heidelberg. Den har fått sitt namn efter den nederländska astronomen Ingrid van Houten-Groeneveld.
Asteroiden har en diameter på ungefär 32 kilometer och den tillhör asteroidgruppen Themis.